# Fanny Tuxen
Fanny Tuxen (født Seemann, 9. juni 1832 i København, død 24. april 1906 sammesteds) var en dansk forfatterinde. Hun var gift med kaptajnløjtnant Elias Tuxen, en søn af Nicolai Henrik Tuxen.
Sin første bog, En Moders Fortællinger, udgav hun 1866 under pseudonymet Eva, som hun fremdeles en tid lang benyttede såvel til de mange bidrag, hun leverede til "Børnevennen", som til selvstændig udgivne bøger, dels samlinger af børnefortællinger som Naar Lampen er tændt, Julehistorier for Børn og Ny Julehistorier, Fortællinger for Ungdommen, dels større novellistiske arbejder, Elinor Falsen, Eva Ross og flere, dels endelig en række skrifter, som væsentlig går ud på at vejlede de unge under forskellige livsforhold. Ved disse sidste arbejder, der gennemgående er udtryk for en klog, varmtfølende og fintdannet kvindes opfattelse af livet, af menneskene og af disses pligter mod hverandre, — fremhæves kan Til Bruden fra en Sølvbrud (2. oplag, 1883), Til Moderen fra en Bedstemoder, Til Konfirmanden, Til den unge Tjenestepige og Husmødrenes Forhold til Tyendet — har Tuxen utvivlsomt stiftet gavn i vide kredse. Sit novellistiske talent har hun udnyttet samvittighedsfuldt og elskværdig, og hendes fortællinger bærer ofte vidnesbyrd om fin og alvorlig opfattelse såvel af den unge kvinde som af børnene. Ikke få af hendes arbejder er udgivne på tysk. Hun er begravet på Holmens Kirkegård.